# Sole nero (alchimia)

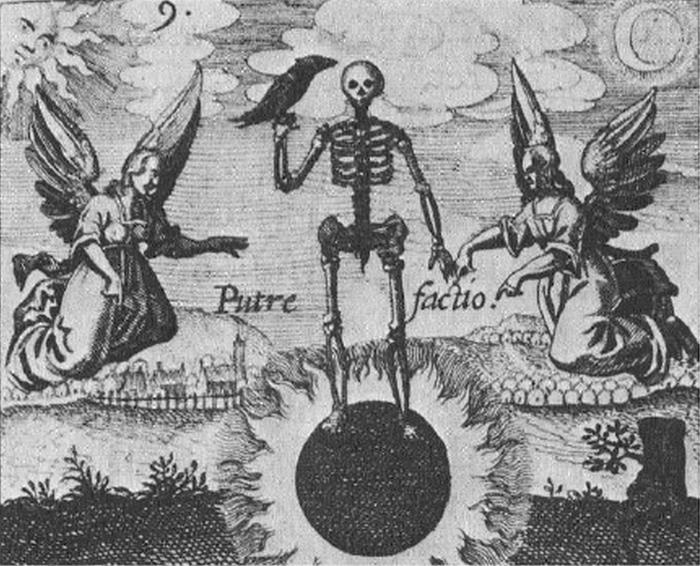
Uno scheletro sopra un sole nero, che allude alla putrefazione della nigredo (tra i disegni di Philosophia Reformata di Johann Daniel Mylius, 1622).

Il Sole nero, anche conosciuto col nome latino di sol niger, è un simbolo ricorrente in alchimia, spesso riferito al primo stadio della grande opera, ovvero la nigredo o «annerimento». 

## Simbologia
In un testo attribuito a Marsilio Ficino sono descritti ad esempio tre soli: nero, bianco e rosso, corrispondenti ai colori delle tre fasi alchemiche più utilizzate per produrre la pietra filosofale. Del sol niger egli scrive:
(Marsilio Ficino, Liber de Arte Chemica, dal Theatrum Chemicum, in Bibliotheca Chemica Curiosa, vol. II, § 14, pp. 172-183, Ginevra, J. Jacques Manget, 1702 )

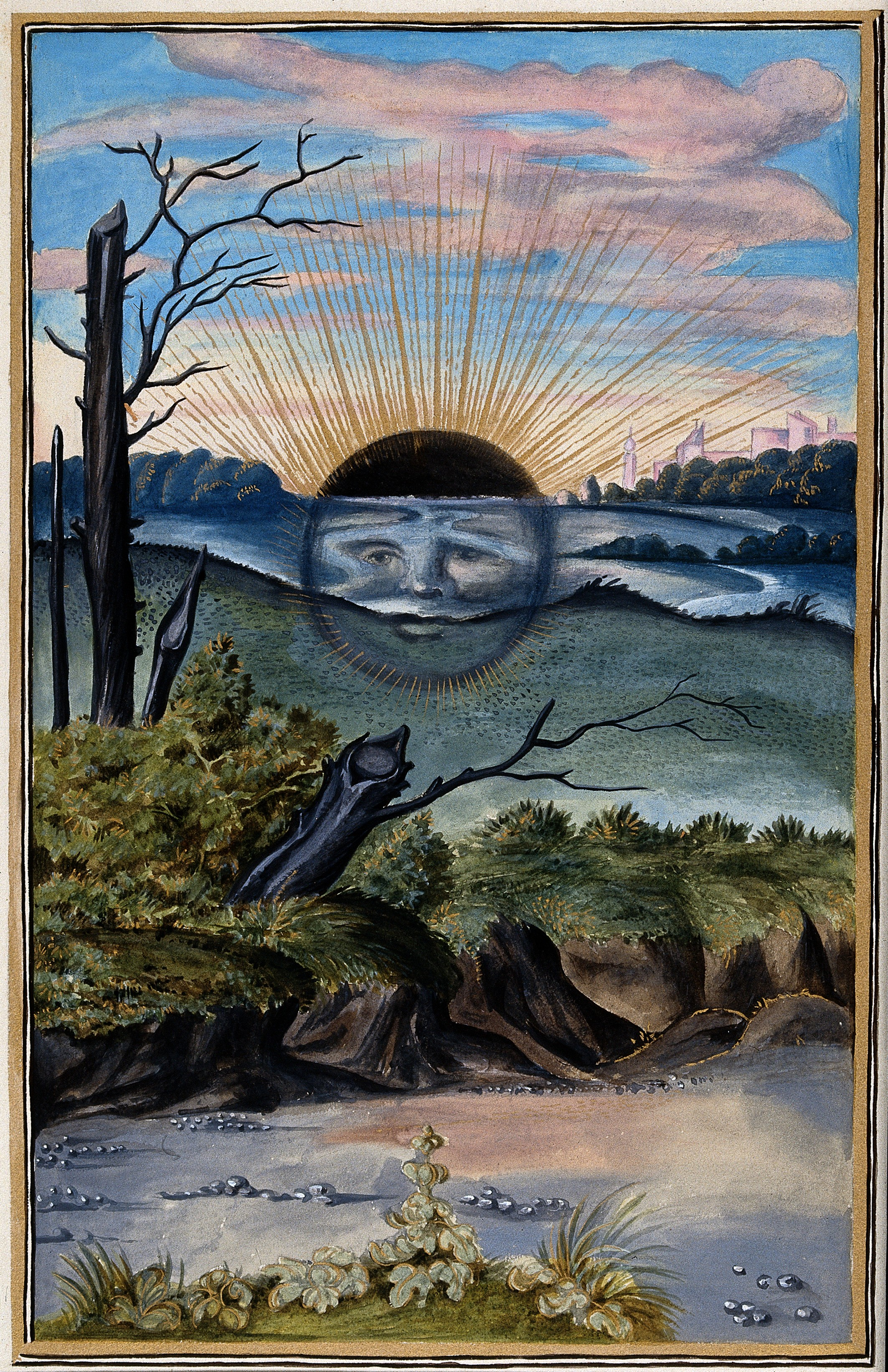
Il sole nero, miniatura n. 19 dal trattato alchemico Splendor solis.

Nel Tractatus aureus appartenente alla raccolta del Musaeum Hermeticum, le tre fasi alchemiche sono analogamente associate a tre corvi: «uno nero, che è il principio dell'arte; uno bianco, che è meta dell'opera, e uno rosso che porta a compimento tutte le cose».
Altre immagini in cui compare un sole nero che illumina la dissoluzione del corpo, quindi la putrefazione o l'«annerimento» della materia, si trovano nel trattato Philosophia Reformata di Johann Daniel Mylius, e nel manoscritto a colori Splendor Solis,

## Significati
(Giordano Bruno, De l'infinito universo e mondi, Londra, 1584)
Nonostante il suo significato apparentemente negativo, il Sole nero allude alla rinascita del Sole in senso spirituale, la cui controparte è data dal suo tramonto o dissolvimento sul piano fisico: per questo esso appare nero.
Da un lato quindi può indicare lutto e rovina, assumendo un significato analogo a quello della Luna nera, o diventando appunto metafora della nigredo governata da Saturno, pianeta della pesantezza e della malinconia associato ai colori scuri e tenebrosi. La sua somiglianza suggestiva con un buco nero che assorbe la luce può alludere in proposito ad un male gravoso da redimere.

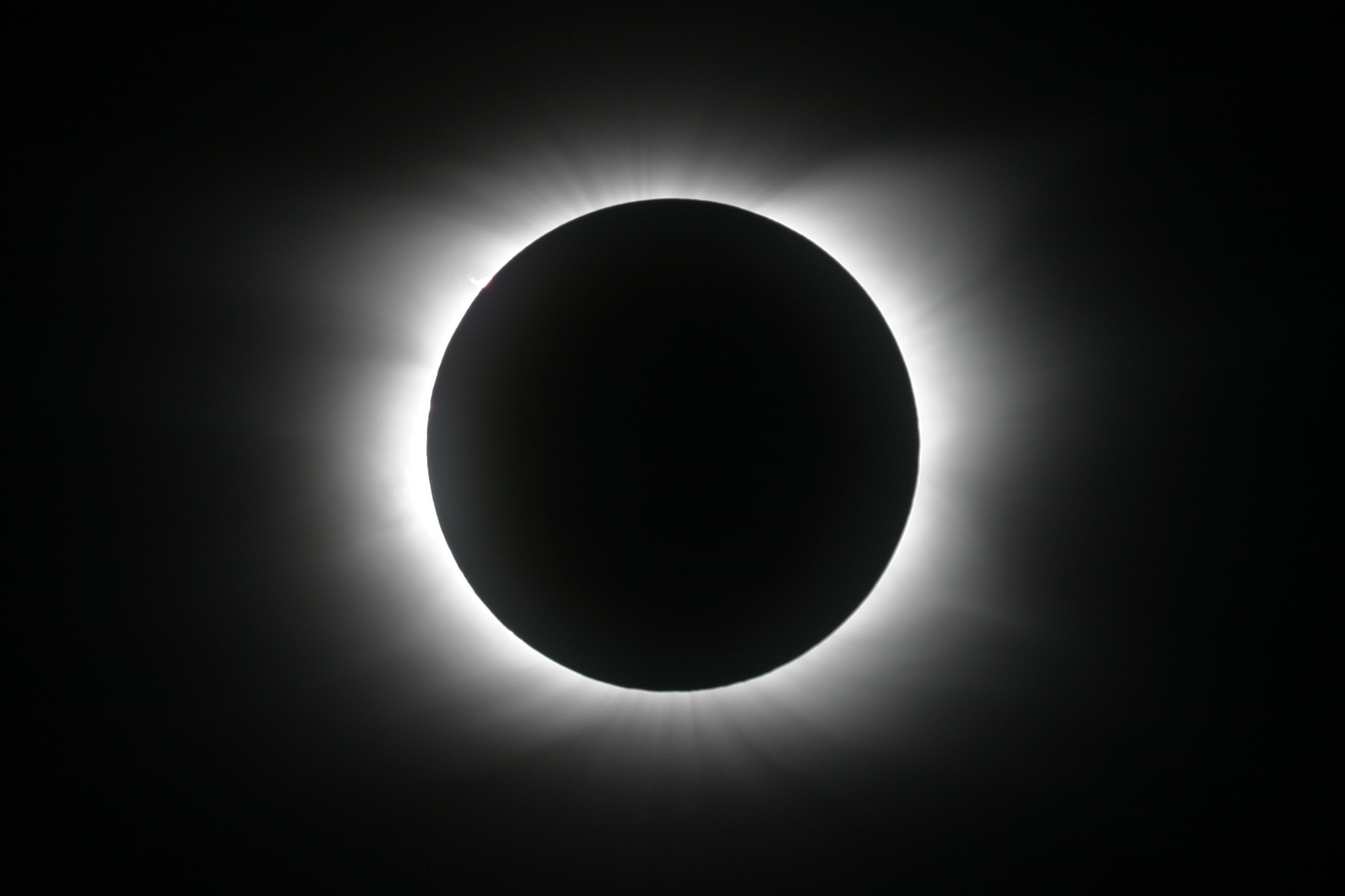
Il Sole nero di un'eclissi solare, in cui avviene la congiunzione tra Sole e Luna.

D'altro lato tuttavia, l'immagine del Sole nero ricorda anche il momento della sua congiunzione con la Luna durante l'eclissi, quale simbolo del rebis o delle nozze chimiche tra il Re e la Regina.

### Il sole a mezzanotte
(Franco Battiato, Prospettiva Nevskij, 1980)
Il Sole nero, privo della sua luce visibile coi sensi ordinari, alludeva specificamente nei misteri antichi al rito di iniziazione grazie a cui si poteva accedere ai mondi ultraterreni. Come a mezzogiorno giunge al culmine il Sole naturale, così a mezzanotte diveniva percepibile, con gli occhi dell'anima, il Sole soprannaturale, la cui nerezza indica lo stadio che precede la sua manifestazione, la potenza del suo non rendersi ancora esplicito.

Nelle Metamorfosi di Apuleio si descrive una simile visione iniziatica sperimentata dal protagonista:
(Apuleio, Le Metamorfosi, libro XI, 21, 1 )
Successivi trattati alchemici fanno cenno a tali visioni col titolo significativo di Aurora Consurgens, che secondo un'analisi dell'esoterista Rudolf Steiner rimanda all'insegnamento di quelle antiche scuole, nelle quali l'iniziato imparava a sviluppare, al momento del sorgere del Sole, la reminiscenza della propria coscienza notturna, diventando consapevole delle esperienze vissute nella dimensione astrale: in questo consisteva propriamente l'iniziazione, nel rivivere coscientemente lo stato di sonno.
(Rudolf Steiner, Contemplare il Sole a mezzanotte quale gradino di iniziazione, dalla conferenza tenuta a Dornach il 27 giugno 1924, trad. it. di Mauro Vaccani, Archiati Verlag, pag. 31, 2006)
Dietro la luce sensibile che viene normalmente attribuita all'emanazione del Sole, l'iniziato vi scorge l'operato di supreme gerarchie spirituali, i cui bagliori azzurro-violetti trapassano dalla parte opposta della Terra andando a popolare la volta in ombra del cielo.